# Anableps microlepis
Anableps microlepis är en fiskart som beskrevs av Müller och Troschel, 1844. Anableps microlepis ingår i släktet Anableps och familjen Anablepidae. Inga underarter finns listade i Catalogue of Life.